# Ted Geoghegan
Ted Geoghegan (10 de agosto de 1979 en Beaverton, Oregón) es un cineasta y ocasional actor estadounidense, reconocido principalmente por su asociación con el cine de terror. Inició su carrera a comienzos de la década de 2000 escribiendo la historia para las películas Demonium, Bites: The Werewolf Chronicles y Nikos the Impaler. En 2004 dirigió su primera producción, el cortometraje The International Playboys' First Movie: Ghouls Gone Wild. En 2015 dirigió We Are Still Here, su primer largometraje como director, seguido de Mohawk en 2017.

## Filmografía

### Cine
| Título                                                    | Año  | Director | Guionista | Productor | Actor | Notas          |
| --------------------------------------------------------- | ---- | -------- | --------- | --------- | ----- | -------------- |
| Demonium                                                  | 2001 |          | Sí        |           |       |                |
| Bites: The Werewolf Chronicles                            | 2001 |          | Sí        |           |       | Segmento: Moon |
| Nikos the Impaler                                         | 2001 |          | Sí        |           |       |                |
| Mutation 2: Generation Dead                               | 2001 |          |           |           | Sí    |                |
| The International Playboys' First Movie: Ghouls Gone Wild | 2004 | Sí       | Sí        | Sí        |       | Corto          |
| 100 Tears                                                 | 2007 |          |           | Sí        | Sí    |                |
| Barricade                                                 | 2007 |          | Sí        | Sí        |       |                |
| Slasher                                                   | 2007 |          |           | Sí        |       |                |
| Darkness Surrounds Roberta                                | 2008 |          |           | Sí        |       |                |
| Don't Wake the Dead                                       | 2008 |          | Sí        |           |       |                |
| Sweatshop                                                 | 2009 |          | Sí        |           |       |                |
| The Disco Exorcist                                        | 2011 |          | Sí        |           |       |                |
| Night of the Pumpkin                                      | 2011 |          | Sí        |           |       | Corto          |
| Graceland                                                 | 2012 |          |           | Sí        |       |                |
| The House That Cried Blood                                | 2012 |          |           | Sí        |       | Corto          |
| The Berlin File                                           | 2013 |          | Sí        |           |       |                |
| Hatchet III                                               | 2013 |          |           |           | Sí    |                |
| ABCs of Death 2                                           | 2014 |          |           | Sí        |       |                |
| We Are Still Here                                         | 2015 | Sí       | Sí        |           |       |                |
| ABCs of Death 2.5                                         | 2016 |          |           | Sí        |       |                |
| Mohawk                                                    | 2017 | Sí       | Sí        |           |       |                |
| The Ranger                                                | 2018 |          |           |           | Sí    |                |
| Satanic Panic                                             | 2019 |          | Sí        |           |       |                |